# برایان آکلی
برایان آکلی (انگلیسی: Brian Ackley؛ زادهٔ ۲۷ سپتامبر ۱۹۸۶) بازیکن فوتبال اهل ایالات متحده آمریکا است که قبلا برای ویلمینگتون همرهدز بازی می‌کرد. آکلی در فوریه ۲۰۱۲ با کارولینا ریل هاکس قرارداد امضا کرد.